# Sofia Aouine
Pour les articles homonymes, voir Aouine.
Sofia Aouine,est romancière. 
Son premier roman Rhapsodie des oubliés est sorti en 2019 aux Éditions de La Martinière.Très remarqué par la critique, il est lauréat du Prix de Flore, du Prix Beur FM Méditerranée-TV5Monde et finaliste du Prix Décembre la même année.